# ヴィルジニー・ドゥモン＝ブルトン
ヴィルジニー・ドゥモン＝ブルトン（Virginie Élodie Marie Thérèse Demont-Breton、1859年7月26日 - 1935年1月10日）はフランスの画家である。

## 略歴
パ＝ド＝カレー県のクリエール(Courrières)に生まれた。父親のジュール・ブルトンはブルターニュの風景や人々を描いた「写実主義」の画家で、叔父のエミール・ブルトンも画家として知られる。父親から絵を学び、父親の友人の画家たちの中で育った。1880年に風景画家のアドリアン・ドゥモン(Adrien Demont:1851-1928)と結婚し、はじめ、モンジュロンに住み、夏にはパ＝ド＝カレー県の各地で、夫妻で絵を描く生活を始めた。
1880年からサロン・ド・パリに出展を始め、1883年に二等メダルを受賞した。アムステルダムの国際博覧会の展覧会で金メダルを受賞した。1891年にパ＝ド＝カレー県の海岸の町ウィッサン(Wissant)にベルギー人の建築家の設計で邸を立て、夫妻で移った。1893年のシカゴ万国博覧会の展覧会にも出展した。

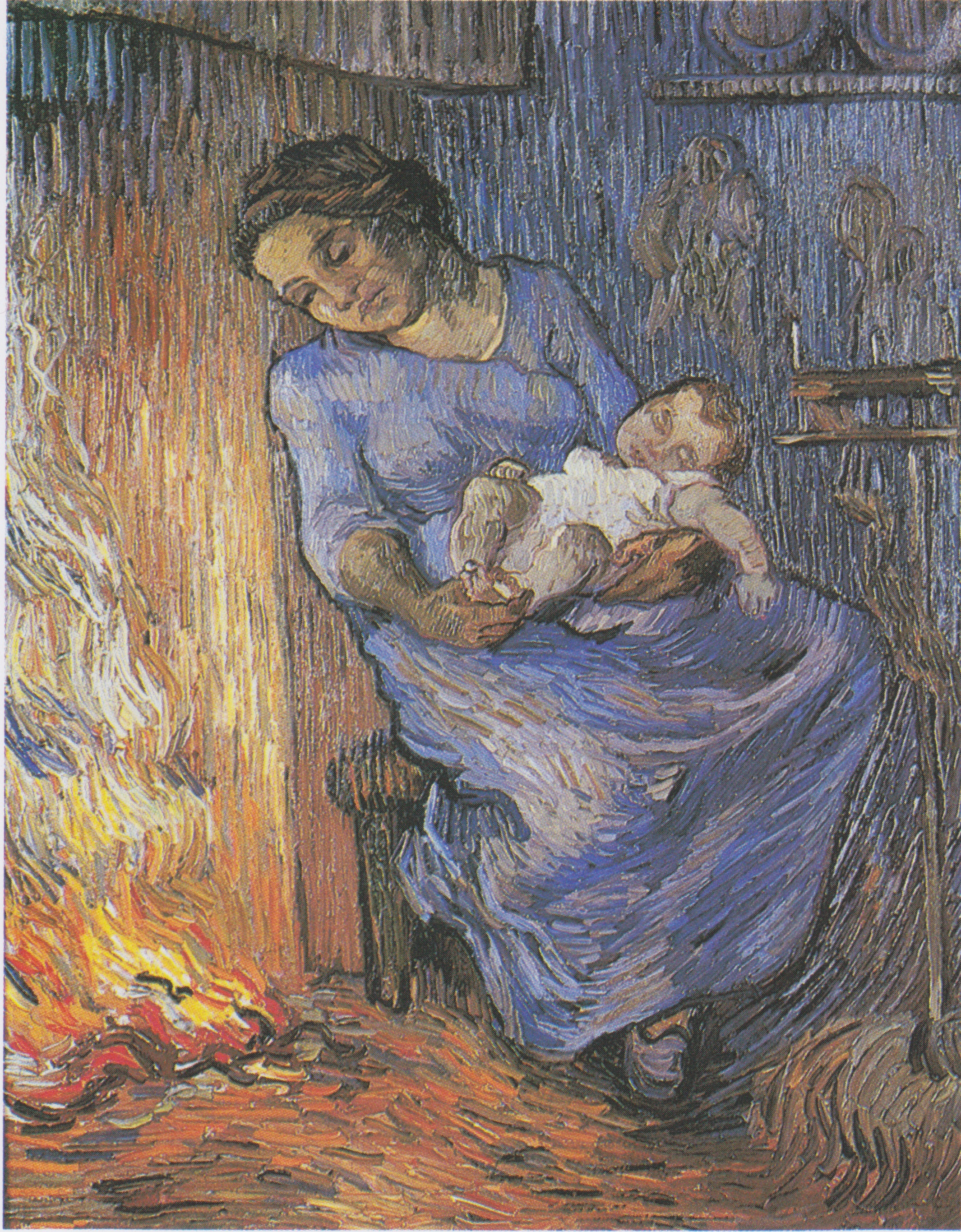
ゴッホがドゥモン＝ブルトンの作品をもとに描いた作品

1881年に創立された女性画家・彫刻家連盟(Union des femmes peintres et sculpteurs)のメンバーに1885年になり、1892年に他のメンバーと対立ししばらく脱会したが、1895年から1901年の間は連盟の会長を務め、エコール・デ・ボザールに女子学生が入学できるように運動し、1897年にその運動は成功を収めた。1894年にレジオンドヌール勲章（シュバリエ）を受勲した。
ノルマンディーの漁師やその家族を多く描いた。ドゥモン＝ブルトンが赤ん坊を抱いた炉端の女を描いた"L'Homme Est en Mer"はパリの美術雑誌、「ル・モンド・イリュストレ」に白黒写真で掲載され、多くの画家の模写作品を描いたフィンセント・ファン・ゴッホによってその写真から模写された。

## 作品

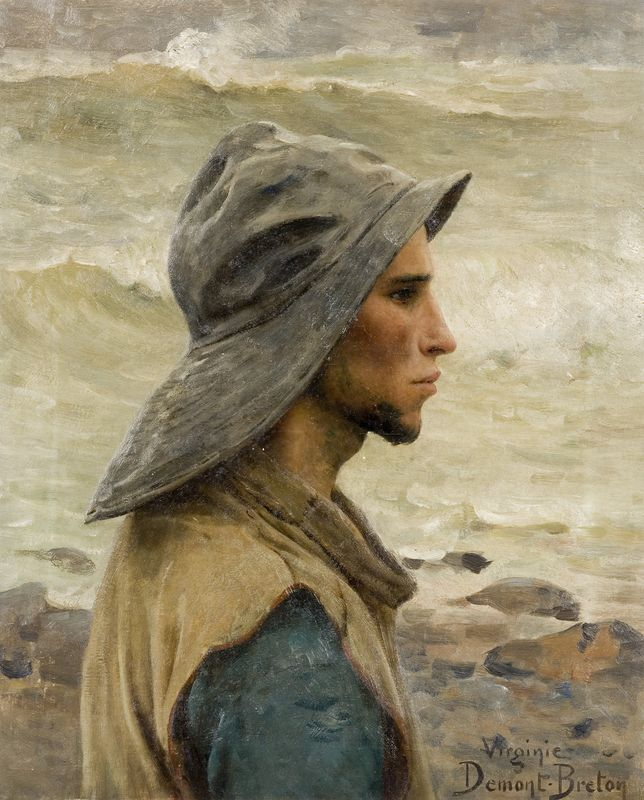
「若い漁師」
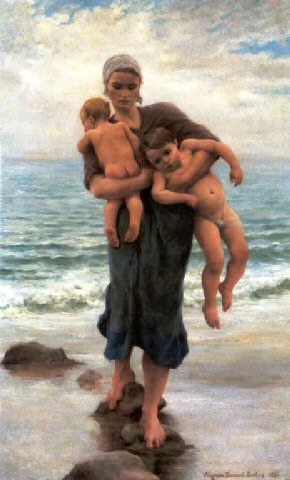
漁師の女房
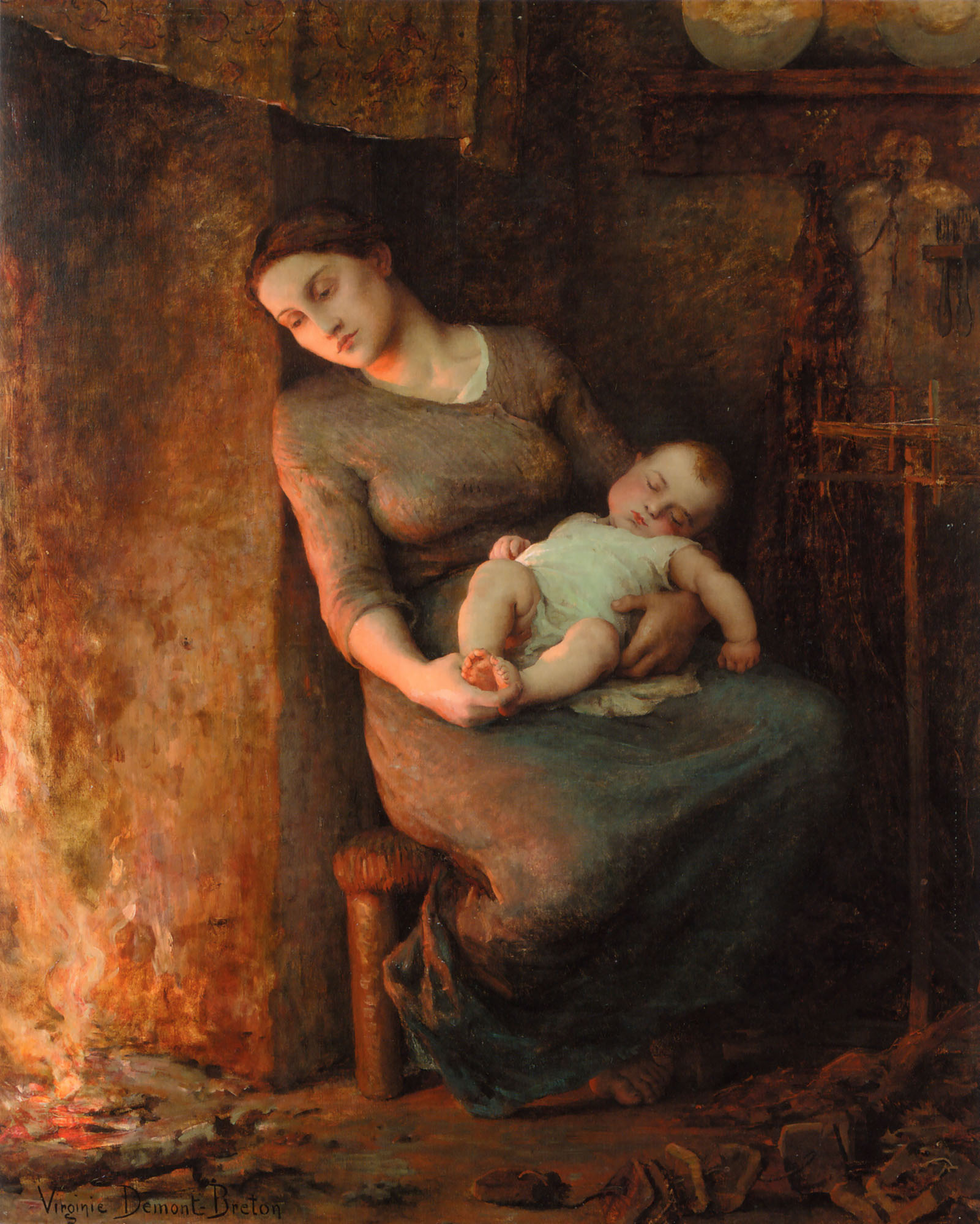
「夫は海にいる」
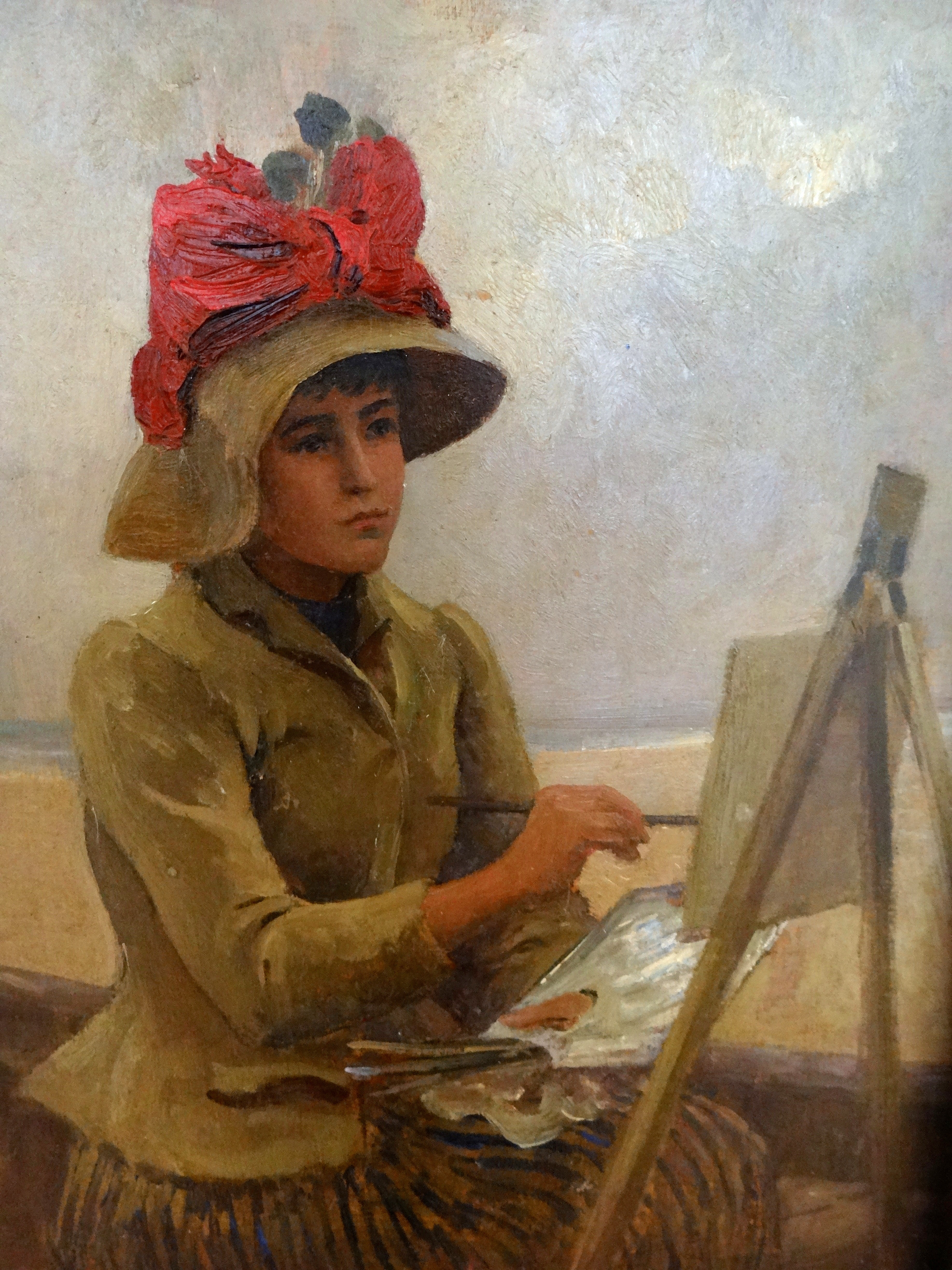
マリー・デュエム-画家